# Amar Ali
Amar Hadi Ali Ali, né le 28 avril 1985 à Bassora, est un escrimeur handisport irakien. Il souffre d'une infirmité motrice cérébrale acquise, provoquée par l'explosion d'une voiture et qui le classe dans la catégorie B de la classification paralympique regroupant les escrimeurs ayant perdu l'équilibre du tronc. Il pratique l'épée et le fleuret.
Champion du monde en 2015 et d'Asie d'épée en 2016, il fait partie des favoris aux Jeux paralympiques d'été de 2016 à Rio de Janeiro. Qualifié avec aisance pour la finale, il s'incline d'une seule touche contre le Biélorusse Andrei Pranevitch (15-14).

## Palmarès
- Jeux paralympiques
  -  Médaille d'argent à l'épée aux Jeux paralympiques d'été de 2016 à Rio de Janeiro

- Championnats du monde
  -  Médaille d'or à l'épée aux championnats du monde 2015
  -  Médaille d'argent à l'épée aux championnats du monde 2013
  -  Médaille de bronze à l'épée par équipes aux championnats du monde 2013